# رسول خوروش

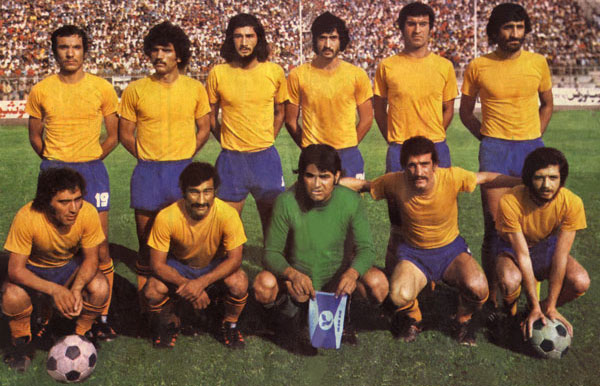
باشگاه سپاهان در جام تخت جمشید سال ۱۳۵۳ رسول خوروش ایستاده از چپ، نفر اول

رسول خوروش (زادهٔ ۱۰ بهمن ۱۳۳۱ در اصفهان) سرپرست کنونی و بازیکن سابق تیم فوتبال سپاهان اصفهان است. او دارای مدرک کارشناسی ارشد تربیت بدنی از دانشگاه جنوبی تگزاس امریکاست. وی پیش از این سال ۱۳۵۶ در رشتهٔ جغرافیا از دانشگاه اصفهان فارغ‌التحصیل شده بود. برادر وی مهندس مصطفی خوروش و تیمسار شکرالله خوروش پسر عموی وی از بنیانگذاران باشگاه سپاهان بودند.

## دوران بازی
خوروش از بازیکنان سابق تیم فوتبال سپاهان می‌باشد که از ۸ سالگی فوتبال خود را در تیم نونهالان این باشگاه آغاز و در ۱۶ سالگی وارد تیم بزرگسالان سپاهان شد. وی سال ۱۳۶۳ در تیم سپاهان از دنیای فوتبال به عنوان بازیکن خداحافظی کرد. پست بازی او هافبک چپ بود.

## سرپرستی سپاهان
وی در تاریخ ۱۸ آبان ۱۳۹۰ طی حکمی از جانب علیرضا رحیمی مدیرعامل وقت باشگاه به سمت سرپرستی تیم فوتبال سپاهان اصفهان منصوب شد. خوروش در اواخر تیر ۱۳۹۱ از سمت خود استعفا داد.
وی در ۲۲ اردیبهشت ۱۳۹۲ طی حکمی از جانب مهرزاد خلیلیان مدیرعامل باشگاه مجدداً به سمت سرپرستی تیم فوتبال سپاهان اصفهان منصوب شد.